# El amor del capitán Brando
El amor del capitán Brando es una película estrenada en Madrid, donde se mantuvo al menos en cartel durante cuarenta y cuatro semanas el 15 de noviembre de 1974, dirigida por Jaime de Armiñán, con guion de Juan Tébar (Madrid, 1941) y el propio director, conforme a los planteamientos de la denominada «tercera vía» del cine español, «donde los fantasmas de la Guerra Civil y el exilio se alían a un cierto destape, la iniciación sexual, los amores de un adolescente y una maestra o el conflicto generacional», más recordada hoy «porque Ana Belén mostraba sus pechos y Ferrandis profería el primer taco del cine español que por sus virtudes cinematográficas, no excesivas».
Gran parte de la misma fue filmada en los últimos meses de 1973 (en pleno rodaje, se produjo el asesinato del almirante Luis Carrero Blanco) en exteriores de Segovia y Pedraza de la Sierra, donde Armiñán poseía una casa y fue interpretada en sus papeles principales por Fernando Fernán Gómez (Fernando), Ana Belén (Aurora), «a la que elevó a la categoría de un símbolo de la Transición» y el niño Jaime Gamboa (Juan).
Considerada por la Dirección General de Promoción del Libro y de la Cinematografía como una de las diez películas más taquilleras del sexenio 1970-1975, fue vista en su momento por 2 061 000 espectadores. Según otras fuentes, esta cifra ascendería a 2 089 475.
Respecto a los galardones recibidos, cabe destacar que, a principios de julio de 1974, es decir, más de cuatro meses antes de su estreno oficial en el país, representó a España en el Festival Internacional de Cine de Berlín, en el que obtuvo el Premio Favorit des Publikams, otorgado por el periódico alemán Berliner Morgenpost:

El premio a esta película española dirigida por Jaime de Armiñán ha sido otorgado por un jurado compuesto por veinticinco miembros elegidos entre los diversos estamentos sociales de Berlín y por el público que asiste a las sesiones del festival. Por otra parte, "El amor del capitán Brando" ha sido el filme más aplaudido por el público en la historia de este certamen y ha merecido los elogios unánimes de la crítica alemana.

Por su parte, otros conocidos diarios del país como Der Tagesspiegel o Die Welt coinciden en resaltar el notable grado de «liberalismo» alcanzado por la sociedad española, patente en la cinta:

El importante rotativo Der Tagesspiegel, de Berlín Oeste, alaba la película considerándola demostrativa del liberalismo cultural español. Tanto el asunto, por su narración impregnada de humanismo y generosidad, como lo moderno de algunas escenas pedagógicas sexuales a cargo de la maestra –que es figura simbólica entre el excombatiente repatriado y el adolescente enamoradizo– merecen incondicional alabanza del diario que hace notar lo "fascinador de las fotografías".
La película de Armiñán, […] representa, en opinión de observadores del festival, un cinema español estético, que realiza sus experimentos sin tropezar con censuras ni consignas estatales. En ese mismo sentido se alinean las reflexiones del crítico del diario Die Welt (edición de Berlín) al hacer patente que El amor del capitán Brando lleva consigo a Berlín un "extraordinario liberalismo".

Efe (28 jun. 1974). «Éxito de la película española en el Festival de Berlín». Mediterráneo. Prensa y Radio del Movimiento. De todo el mundo (Castellón de la Plana) (11 084): 15.

## Sinopsis
Aurora (Ana Belén) es una joven y atractiva maestra de escuela recién llegada al pequeño pueblo castellano de Trescabañas (en la realidad, «una Pedraza que aparece en ocasiones con calidades de óleo»), cuyos modernos métodos didácticos son vistos por las «fuerzas vivas» de la localidad, capitaneadas por su alcalde (Antonio Ferrandis), como una peligrosa fuente de corrupción para sus discípulos.
Así las cosas, solo Juan Doinel (Jaime Gamboa), «un niño soñador, imaginativo, sensible, introvertido», enamorado platónicamente de la profesora y Fernando (Fernando Fernán Gómez), un republicano de cierta edad que tras más de treinta años de exilio «ha regresado a su antiguo hogar en el pequeño pueblo», se ponen de su parte.
Entre los protagonistas, se establece un «ménage à trois que no llega a ser tal». Pero el conflicto estalla definitivamente cuando a raíz de una excursión a la capital, Aurora y Juan se ven obligados a compartir habitación por una noche.

## Reparto
| - Fernando Fernán Gómez, Fernando. - Ana Belén, Aurora. - Jaime Gamboa, Juan Doinel. - Julieta Serrano, María Rosa. - Antonio Ferrandis, Don Julio, el alcalde. - Pilar Muñoz, Sebas. - Eduardo Calvo, secretario. - Fernando Marín (actor), Panta. | - Verónica Llimera, Kety. - Chus Lampreave, mujer del alcalde. - Julia Lorente, Visitación. - Aurora Márquez, Alicia. - Amparo Soler Leal, Amparo. - Eduardo Armiñán, niño abofeteado. - Carmen Armiñán, niña que hace pintada. |

## Otros premios
| Premio                 | Nominado          | Resultado |
| ---------------------- | ----------------- | --------- |
| Mejor actor secundario | Antonio Ferrandis | Ganador   |
| Mejor fotografía       | Luis Cuadrado     | Ganador   |
| Mejor música           | José Nieto        | Ganador   |

| Premio                                                                                       | Nominado/a                                                                   | Resultado |
| -------------------------------------------------------------------------------------------- | ---------------------------------------------------------------------------- | --------- |
| Primer premio de 1 000 000 de pesetas a la película de más elevada calidad técnico-artística | El amor del capitán Brando                                                   | Ganadora  |
| Mejor realización                                                                            | Jaime de Armiñán por El amor del capitán Brando                              | Ganador   |
| Fotografía                                                                                   | Luis Cuadrado por La regenta, El amor del capitán Brando y Hay que matar a B | Ganador   |

### Hemerografía
- Cifra (31 ene. 1975). «"El amor del capitán Brando", de Armiñán, primero de los Premios Sindicales Cinematográficos 1974». ABC. Informaciones teatrales y cinematográficas (Madrid): 61.
- Colón, Antonio (2 feb. 1975). «El amor del capitán Brando». ABC. Informaciones teatrales y cinematográficas (Sevilla): 49.
- Ito (17 jun. 1974). «Esto es lo que pasa». Hoja Oficial del Lunes. El cine (Asociación de la Prensa de Madrid) (1835): 36.
- López Sancho, Lorenzo (3 jul. 1974). «Oso de Oro a Canadá en el Festival de Cine de Berlín». ABC. Informaciones teatrales y cinematográficas (Madrid): 87-88.
- Meseguer, Manuel María (27 ene. 1974). «Ana Belén o la espontaneidad». ABC (Madrid): 41-47.
- Molino, Fabián (24 jun. 2002). «El amor del capitán Brando». ABC. El cine (Madrid): 117.
- Porto, Juan José (16 jun. 1974). «"El amor del capitán Brando", de Jaime de Armiñán, a Berlín». Mediterráneo. Prensa y Radio del Movimiento. La semana cinematográfica (Castellón de la Plana) (11 074): 10.
- REDACCIÓN (6 jul. 1974). «"El amor del capitán Brando", de Armiñán, favorita del público berlinés». ABC. Informaciones teatrales y cinematográficas (Madrid): 87.
- REDACCIÓN (30 nov. 1974). «El amor del capitán Brando». ABC. El mundo del espectáculo (Madrid): 139.
- REDACCIÓN (19 jul. 1975). «Clasificación de películas estrenadas en Madrid». Blanco y Negro. Cine (Madrid): 53.
- REDACCIÓN (27 sep. 1975). «Clasificación de películas estrenadas en Madrid». Blanco y Negro. Cine (Madrid): 53.
- Santos Fontenla, César (8 jun. 1995). «El amor del capitán Brando». ABC. Las películas del jueves (Madrid): 149.